# Monastero di San Bernardino (Chiavari)
La chiesa e monastero di San Bernardino da Siena - conosciuto anche come monastero delle Clarisse - è un luogo di culto cattolico situato nel comune di Chiavari, in via Entella, nella città metropolitana di Genova.
Il complesso è situato nel centro storico chiavarese, in prossimità dell'auditorium nell'ex chiesa di San Francesco.

## Storia

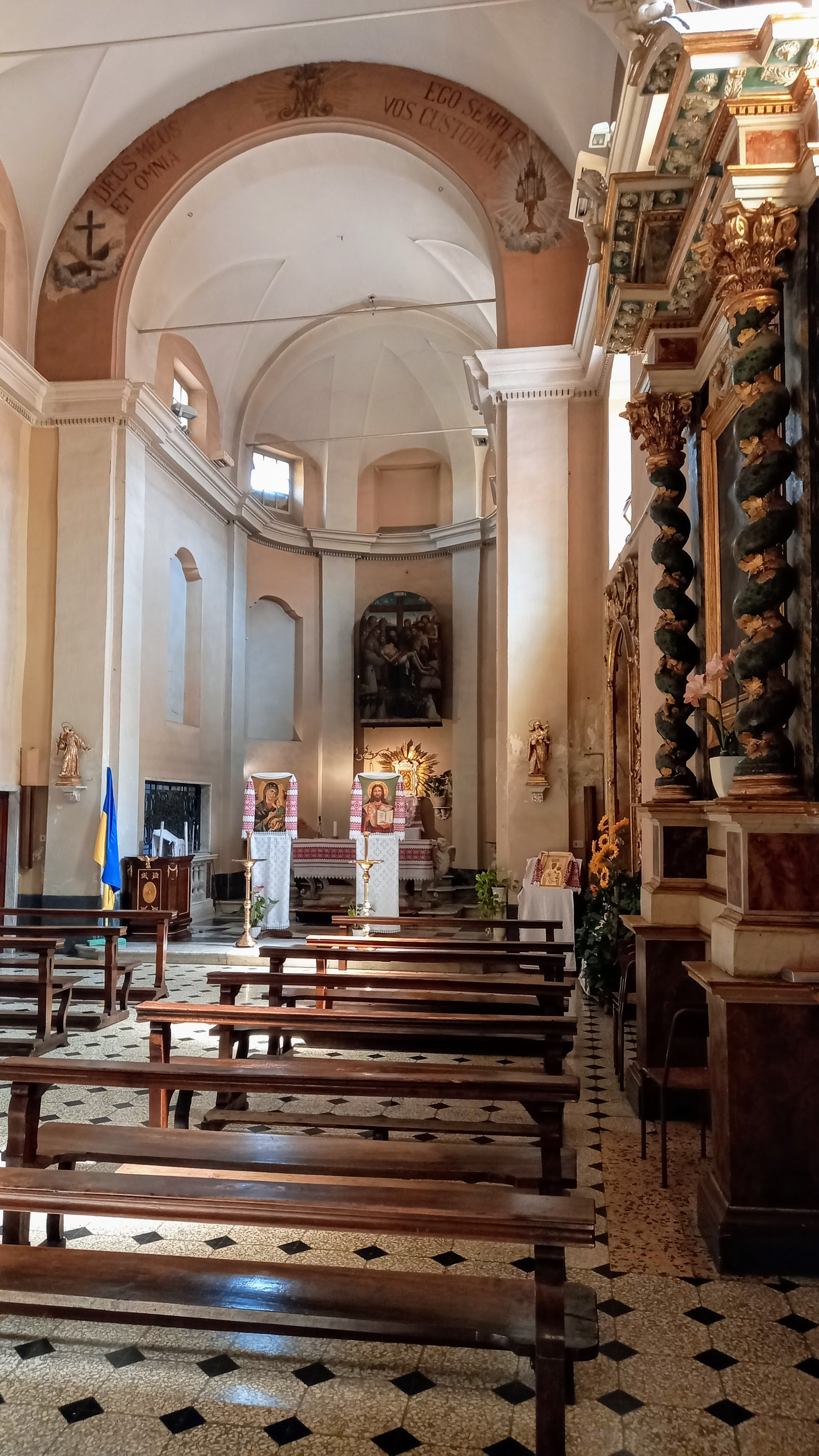
L'interno della chiesa del monastero

Da un manoscritto dello storico annalista chiavarese Agostino Busco - datato al 1674 - lo stesso avanza l'ipotesi che fu proprio San Francesco d'Assisi a fondare il primo convento francescano nel 1216 nei pressi di Capoborgo, nel centro storico cittadino. 
La struttura in seguito inglobò al suo interno la "Cadè" (storpiatura dialettale di Casa di Dio = Casa Dei = Ca' Dei), un antichissimo "ospitale" monastico e adibito all’accoglienza di viandanti e pellegrini.
Abitata dai Frati Minori Conventuali fu da questi ultimi abbandonata nel 1274 con il trasferimento dei religiosi nella vicina chiesa di San Francesco, oggi auditorium; ai frati subentrarono le terziarie regolari francescane.
Vicina alla Cadè fu quindi edificata dal concittadino Oberto Beninsegna una casa di Misericordia, per l'accoglienza dei pellegrini e la cura dei malati, risalente al 1355 come testimonia un'epigrafe murata nell'androne di accesso da via Entella. Nel 1424 alla morte dell'ultimo amministratore, Tommaso Dallorto, su decisione dell'arcivescovo di Genova Pileo de Marini la Casa della Misericordia fu affidata alle Terziare francescane che, dopo il passaggio a Chiavari di Bernardino da Siena, ne seguirono le regole e gli abiti.
Con l'acquisto nel 1445 di un vicino terreno alla Cadè, da parte del maestro Paolo Cordemeliore di Moneglia, fu edificata nel 1455 una nuova cappella intitolata al santo senese. Donata alle Terziare nel 1489, fu quindi trasformata momentaneamente in abitazione in vista di futuri lavori di ampliamento del complesso. L'opera prese corpo a partire dai primi anni del XVI secolo con l'edificazione della nuova chiesa a navata unica e con presbiterio a levante. Nel 1511, alla presenza del vicario generale dell'arcidiocesi Domenico Valdettaro, che ne depone le reliquie del santo nell'altare maggiore, si consacrò la chiesa a san Bernardino da Siena; nel 1513 trentaquattro monache si ritirarono nello stabile in clausura, sotto la guida dell'ordine di Santa Chiara. Al 1582 è testimoniata la visita di monsignor Francesco Bossi, vescovo di Novara.
La struttura fu nuovamente modificata nel corso dei secoli XVII e XVIII per le sempre più crescenti esigenze della comunità di clausura che portarono, oltre all'ampliamento del primitivo impianto, la costruzione di un nuovo convento verso la collina; ancora oggi è visibile la cinta muraria che ne racchiude l'intero versante collinare. Gli ampliamenti e trasformazioni si alterneranno anche per tutto il Settecento e parte dell'Ottocento, secolo che vedrà, soprattutto per gli eventi storici causati dalle nuove leggi napoleoniche (soppressione degli ordini religiosi), l'abbandono alla clausura e l'allontanamento delle monache da Chiavari fino alla seconda guerra mondiale.
La diminuzione delle vocazioni e le situazioni economiche disagiate porteranno, dalla seconda metà del Novecento, ad una serie di difficoltà all'ordine religioso con l'alienazione di buona parte del complesso ai privati. Le ultime religiose, oramai a dimora di una struttura che in alcune parti dimostrava segni di fatiscenza, sono costrette all'abbandono definitivo del monastero nel 1987.
Da alcuni anni l'edificio viene utilizzato per le celebrazioni natalizie secondo il rito bizantino. Alla funzione religiosa del 7 gennaio - cadenza del Natale secondo il calendario giuliano usato dalla Chiesa ortodossa - partecipano prevalentemente le varie comunità di religione ortodossa quali ucraine, serbe e moldave della città e del comprensorio.

## Descrizione

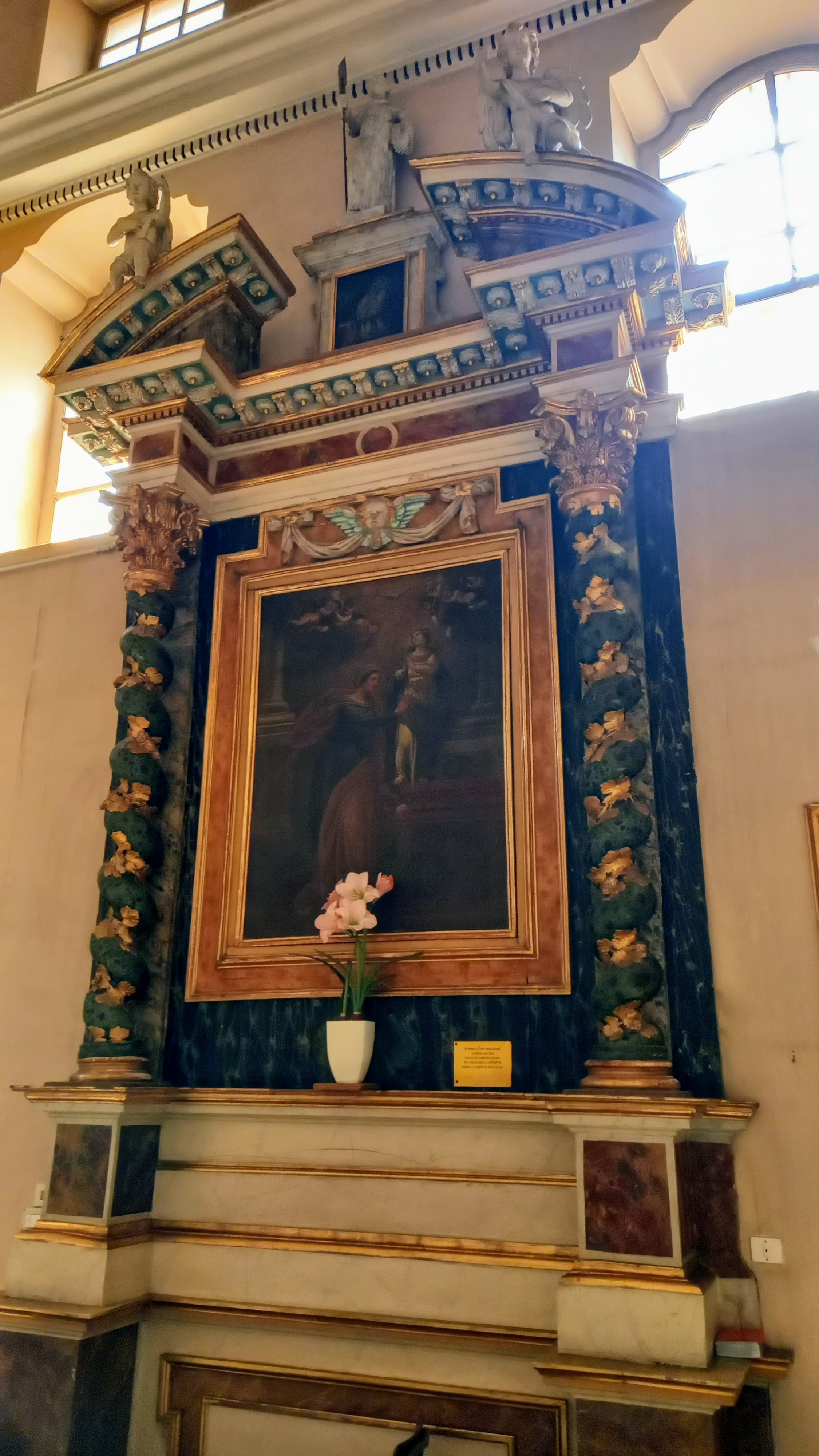
L'altare laterale con la tela ritraente Sant'Anna e Maria Vergine bambina

L'interno della chiesa si presenta ad unica navata con la presenza di un altare maggiore e due laterali. Gli affreschi sono stati eseguiti dal pittore Lorenzo Fasolo, su commissione di Vincenzo Rivarola, che vi dipinse la Storia della vita di Cristo. Durante i lavori di rifacimento del coro e della copertura, nel 1674, tali affreschi furono sciabolati da uno spesso strato di calce e pertanto solo una parte è stata liberata dal materiale coprente e recuperata.
Sull'altare maggiore, dedicato ai santi Bernardino e Chiara d'Assisi, è conservato il dipinto, sempre del Fasolo e datato al 1508, raffigurante il Compianto di Cristo circondato da san Bernardino, san Gioacchino, san Francesco, sant'Antonio da Padova, sant'Anna, san Cristoforo, sant'Antonio Abate e, ai piedi di Gesù, santa Chiara.
L'altare laterale destro, intitolato a sant'Anna, conserva la tela ritraente Sant'Anna e Maria Vergine bambina; nel sinistro, realizzato come il parallelo tra il 1667 e il 1668, dedicato a san Domenico, è custodita la statua di Nostra Signora del Sacro Cuore donata alla chiesa, nel 1924, dal vescovo di Chiavari monsignor Amedeo Casabona.